# Amusodes estrellae
Amusodes estrellae är en insektsart som beskrevs av Morgan Hebard 1928. Amusodes estrellae ingår i släktet Amusodes och familjen syrsor. Inga underarter finns listade i Catalogue of Life.